# قلعه بالا (نرماشیر)
قلعه بالا روستایی در دهستان پشت رود بخش مرکزی شهرستان نرماشیر استان کرمان ایران است.

## جمعیت
بر پایه سرشماری عمومی نفوس و مسکن در سال ۱۳۹۵ جمعیت این روستا کمتر از ۳ خانوار بوده‌است.